# رسالة بطرس الأولى
رسالة بطرس الأولى هي إحدى أسفار العهد الجديد التي تصنف ضمن رسائل الكاثوليكون، الرسالة موجهة من (بُطْرُسُ، رَسُولُ يَسُوعَ الْمَسِيحِ، إِلَى الْمُتَغَرِّبِينَ مِنْ شَتَاتِ بُنْتُسَ وَغَلاَطِيَّةَ وَكَبَّدُوكِيَّةَ وَأَسِيَّا وَبِيثِينِيَّةَ)، أي أنها كتبت للمسيحيين الذين تشتتوا في مدن ومقاطعات آسيا الصغرى، وبحسب المصادر المسيحية فأن كاتب الرسالة هو بطرس الرسول الذي يعتبر المتقدم بين رسل المسيح الإثنا عشر. ويُعتقد أنها كتبت ما بين عامي 63م و‌67م أيّ في فترة الاضطهاد الذي أثاره نيرون قيصر روما ضد المسيحيين (54م – 68م).

## مكان كتابة الرسالة
يذكر كاتب الرسالة بأنه كتبها في «بابل المختارة» ، ويُظن أن بابل هذه ليست مدينة بابل التاريخية الواقعة على نهر الفرات. وبحسب التقليد الكاثوليكي فإن اسم بابل عاصمة العالم القديم كان الاسم الرمزي لروما عاصمة العالم الجديدة – بالنسبة لذلك الوقت – لذلك فإن بطرس كتب رسالته في روما. ولكن هناك آراء لباحثين كثر تناقض هذا الاعتقاد، وتوجد آراء أخرى تقول بأن بابل هذه لم تكن سوى مدينة بابلون في مصر القديمة ويؤيد هذا الرأي تقليد الكنيسة القبطية الأرثوذكسية.

## مضمون الرسالة
- الرجاء الحي بالله لنيل الخلاص [3]
- دعو المؤمنين للقداسة [4]
- المسيح هو حجر الزاوية [5]
- الخضوع للسلطات الزمنية [6]
- العلاقة بين الزوجين المؤمنين [7]
- ضرورة تحمل الآلام في سبيل التقرب من الله [8]
- تشجيع المؤمنين على احتمال الضيقات على غرار ما فعل المسيح في سبيل مجد الله [9]
- دعوة للاشتراك في آلام المسيح [10]
- وصايا لشيوخ وشبيبة الكنيسة [11]
- تحيات ختامية [12]

## مواضيع ذات صلة
- الاختلافات النصية في رسالة بطرس الأولى
- بطرس
- رسالة بطرس الثانية
- رسائل الكاثوليكون

## مواقع خارجية
- تفسير العهد الجديد-القمص تادرس يعقوب الملطي